# Krystyna Gabryjelska
Krystyna Gabryjelska (ur. 28 września 1941 w Międzylesiu) – polska filolog romańska specjalizująca się w historii XVII- i XVIII-wiecznej literatury francuskiej.

## Życiorys
Jest absolwentką i pracownikiem naukowym Uniwersytetu Wrocławskiego. Studia na Wydziale Filologicznym ukończyła w 1965 r. uzyskując tytuł magistra filologii romańskiej. Bezpośrednio po ukończeniu studiów rozpoczęła pracę zawodową na uczelni. W latach 1969–1970 przebywała na stypendium naukowym w Paryżu, gdzie gromadziła materiały do swojej pracy doktorskiej pt. Teorie literackie Louisa-Sébastiena Merciera, którą obroniła w 1974 r. Stopień doktora habilitowanego uzyskała w 1987 r. na podstawie rozprawy Doktryny estetyczne i literackie w hasłach „Encyklopedii” Diderota i pomyślnie zdanego kolokwium habilitacyjnego. W 1993 r. uzyskała tytuł profesora nadzwyczajnego.
Pełniła wiele funkcji kierowniczych na Uniwersytecie Wrocławskim, będąc zaangażowana w sprawy akademickie. W latach 1974–1976 kierowała Zakładem Literatury w Instytucie Filologii Romańskiej Uniwersytetu Wrocławskiego. W latach 1976–1979 była zastępcą dyrektora tego instytutu. W latach 1990–1993 pełniła funkcję prodziekana ds. dydaktyki na Wydziale Filologicznym. W 1993 została wybrana dziekanem tego wydziału, sprawując tę funkcję do 1999 r., kiedy została powołana na stanowisko prorektora ds. nauczania. Funkcję prorektora sprawowała do roku 2005. W 2005 r. kandydowała na urząd rektora uczelni, przegrywając z Leszkiem Pacholskim. W latach 2005–2012 była dyrektorem Instytutu Filologii Romańskiej
Jej mąż Marek jest prawnikiem. Ma dwoje dzieci, córkę Joannę – fizyka i syna Marcina – radcę prawnego.